# 加藤マンヤ
加藤 マンヤ（かとう まんや、本名：加藤 万也、1962年 - ）は、愛知県豊田市出身のアーティスト。

## 人物・来歴
愛知県豊田市出身。1981年、愛知県立豊田西高等学校を卒業。1984年、愛知教育大学美術科を卒業。同大学大学院在籍中より作家活動を始める。1986年、同大学大学院芸術教育学科を修了。その後、愛知県からの助成金を得て、1997年渡英。1999年、イギリス国立ノッティンガム・トレント大学大学院(MA)を修了。
帰国後は精力的に発表し、2008年、石田財団芸術奨励賞を受賞。刈谷市美術館での個展など、国内外で個展・グループ展多数開催。日常の既製品に少しだけ手を加えた、奇妙でありながらも笑いを誘うユニークなオブジェが特徴。立体作品を主に手がけるが、シンプルな構成のビデオ作品も発表している。
本名名義で活動を続けて来たが、2009年のmasayoshi suzuki galleryでの個展以来、作家名を「加藤マンヤ」としている。
2017年、愛知学泉大学教授に就任。

## 主な個展
- 「Manya KATO」織部亭 / 一宮・愛知（2022年）
- 「as far as possible 2」A.G.gallery / 津島・愛知（2015年）
- 「加藤マンヤ 展　その水は、どこから来て、どこに行くのか？」中川運河リミコライン・アートプロジェクト / 名古屋（2014年）
- 「as far as possible 1」masayoshi suzuki gallery / 岡崎・愛知（2013年）
- 「加藤マンヤ 展」なうふ現代 / 岐阜（2013年）
- 「イレギュラー」金沢市民芸術村 / 金沢市（2012年）
- 「FRICTION」masayoshi suzuki gallery / 岡崎・愛知（2011年）
- 「DEKIGOKORO」masayoshi suzuki gallery / 岡崎・愛知（2009年）
- 「加藤万也 展 -湯桶と重箱-」刈谷市美術館 / 愛知県刈谷市（2008年）
- 「現実を斜視で切り取る発想法。」Xebec Cafe / 名古屋（2007年）
- 「加藤万也」+Gallery / 愛知県江南市（2005年）
- 「Another Effect / Video Works 2000 - 2003」コオジオグラギャラリー / 名古屋（2003年）
- 「Manya KATO solo exhibition」IB Cube Gallery, Denmark / ボヴリングビョルグ（デンマーク）（2003年）
- 「not only but also 2」夢創館 / 神戸市（2002年）
- 「not only but also」ギャラリーOH / 愛知県一宮市（2002年）
- 「今日の作家シリーズ / Abnormally Normal」大阪府立現代美術センター / 大阪（2002年）
- 「Manya KATO」Bonington Gallery / ノッティンガム（イギリス）（1999年）

## 主なグループ展
- 「都市の方舟 / Arc of The City」旧ボストン美術館・名古屋（2020年）
- 「愛知県美術館リニューアル記念 アイチアートクロニクル 1919-2019」愛知県美術館 / 名古屋（2019年）
- 「PARADOXA」JAPANESE ART TODAY　Casa Cavazzini / ウーディネ（イタリア）（2016年）
- 「岡崎アートコネクション」葵丘会館 / 愛知県岡崎市（2013年）
- 「現代美術展 ART田ノ島39」新城市豊岡字田ノ島39 / 愛知県新城市（2012年）
- 「HANARART 奈良・町家の芸術祭」郡山城下町エリア・旧川元邸 / 奈良県大和郡山市（2011年）
- 「あいちアートの森：堀川プロジェクト」東陽倉庫テナントビル / 名古屋（2010年）
- 「あいちアートの森：常滑プロジェクト」中部国際空港セントレア / 愛知県常滑市（2010年）
- 「palinsesti 2009」Ex Essiccatoi / サン ヴィート アル タリアメント・イタリア（2009年）
- 「第14回石田財団芸術奨励賞受賞記念展」電気文化会館 / 名古屋（2008年）
- 「TAMA VIVANT II 2008」多摩美術大学 / 東京、みなとみらい駅コンコース / 横浜（2008年）
- 「Readymade : Map」トーキョーワンダーサイト渋谷 / 東京（2006年）
- 「Circuit Diagram」cell project space / ロンドン・イギリス（2006年）
- 「City_net Asia 2007」ソウル市立美術館 / ソウル・韓国（2006年）
- 「Edinburgh Art Festival / Iimawashi」Merz Gallery / エジンバラ・イギリス（2005年）
- 「Seoul Fringe Festival / Double Bind」Art Space Hue / ソウル・韓国（2005年）
- 「第7回岡本太郎記念現代芸術大賞展」川崎市岡本太郎美術館 / 神奈川（2004年）
- 「108」ISE Cultural Foundation New York Gallery / ニューヨーク（2003年）
- 「現代美術のポジション 2003」名古屋市美術館 / 名古屋（2003年）
- 「よろずや」ギャラリーキャプション / 岐阜（2002年）
- 「The Book / 鑑賞週間」ギャラリー16 / 京都（2002年）
- 「On The Table」コオジオグラギャラリー / 名古屋（2002年）
- 「掌 8」レントゲンヴェルケ / 東京（2002年）

## 主なワークショップ
- 「そんなことしちゃあダメでしょ！」一宮市三岸節子記念美術館 / 愛知（2011年）
- 「キッズトリエンナーレ・アーティストプログラム」愛知県美術館 / 愛知（2010年）
- 「子ども芸術体験『感じる冒険』」クリエイト浜松 / 静岡（2010年）
- 「アートなお中元」刈谷市美術館 / 愛知（2008年）
- 「夏休み 子どもの美術館」名古屋市美術館 / 愛知（2008年）
- 「夏休み みんなの美術館」名古屋市美術館 / 愛知（2008年）

## 主な舞台美術
- 演劇公演「水の宿」（出演：平山素子、下総源太郎、有賀誠門）知立市文化会館 / 愛知県知立市、銀座博品館劇場 / 東京（2008年）

## 主な受賞歴
- 第14回石田財団芸術奨励賞（2008年）
- 豊田文化奨励賞（1997年）